# High Times (singolo)
High Times è un singolo del gruppo musicale degli Jamiroquai, estratto dall'album Travelling Without Moving, pubblicato il 1 dicembre 1997.

## Tracce
Testi e musiche di Kay, Smith, Zender, McKenzie.
1. High Times (Bionic Suprachronic Mix) – 8:38
2. High Times (Jamiroquai Mix) – 4:00
3. High Times (Doobie Dub) – 6:46
4. High Times (Jamiroquai Dub) – 5:30

## Classifiche
| Classifica (1997-98) | Posizione massima |
| -------------------- | ----------------- |
| Islanda              | 19                |
| Regno Unito          | 20                |